# フィリックスガム
フィリックスガムは、丸川製菓から販売されているチューインガムである。1960年に発売され、1994年には本製品の売上が1億円を突破するなど、丸川製菓を代表する菓子である。「10円ガム」や「ネコガム」の通称・俗称で知られる。2024年2月現在の正味単価は税込10円であり、バラで売られている菓子としては日本一安い菓子とされている。

## ラインナップ
2024年現在以下の商品が発売されている。製品名称にも名前が入っていることからわかるように、いずれもパッケージにはフィリックス・ザ・キャットがデザインされている。
- 当たり付き
  - フィリックスガム - イチゴ味
  - フィリックスガムWソーダ味
- 当たりなし
  - フィリックスマーブルガム
  - チャック袋フィリックスガム

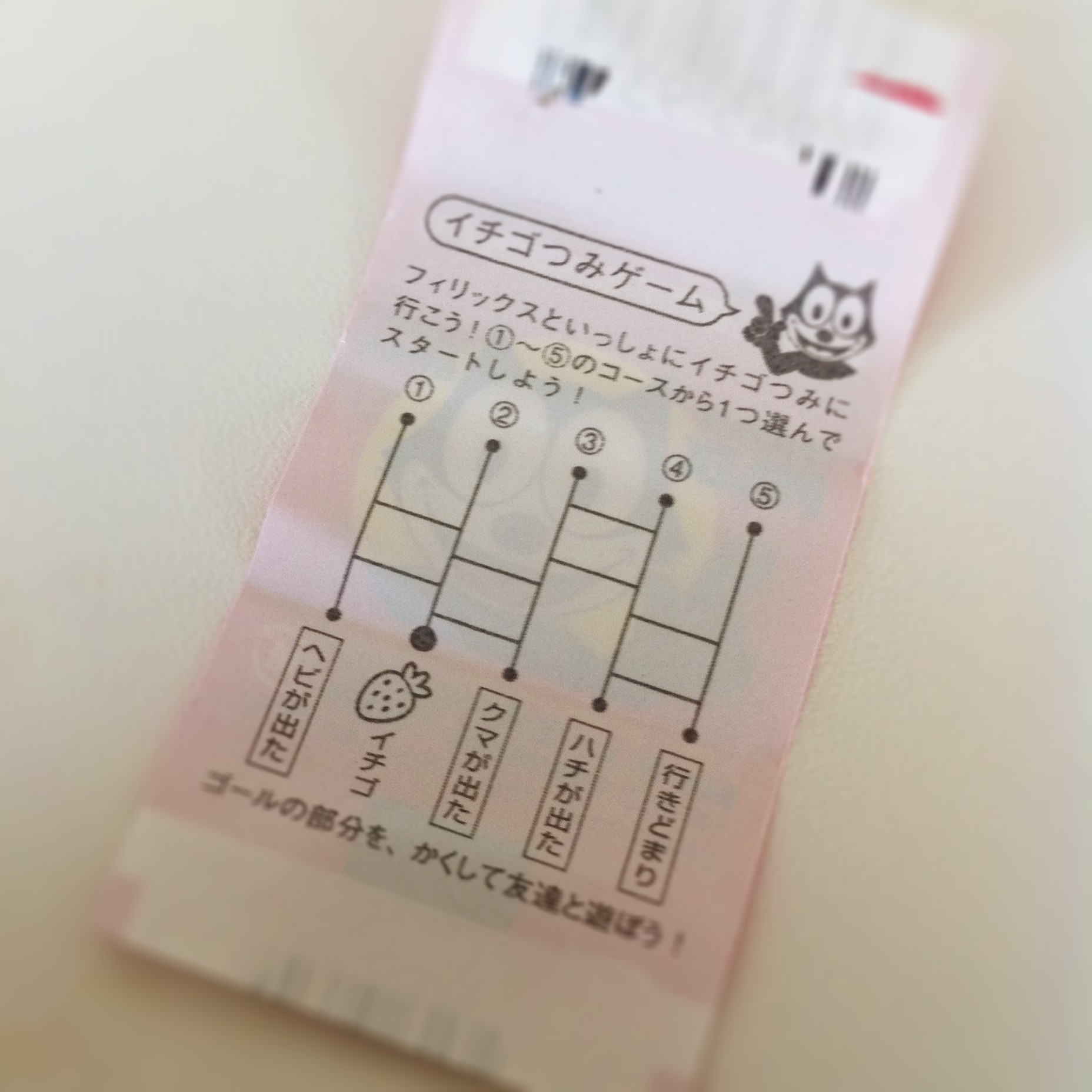
包み紙の裏の「イチゴつみゲーム」

当たり付き商品については、一箱につき12分の1の確率で当たり、当たりクジが出たら、購入したお店にて同じ商品を当たりクジとを交換してもらうことができる。なおダイソーでは「13個入り100円」で販売しており、当たり券との交換ができないため、そもそもクジ自体が封入されていない。
現在は包み紙の裏に「イチゴつみゲーム」という名のアミダクジがついているが、鉛筆でこすると絵が浮き出るという時期や、スタート位置が指定されているアミダクジの時期もあった。

## エフエックスガム

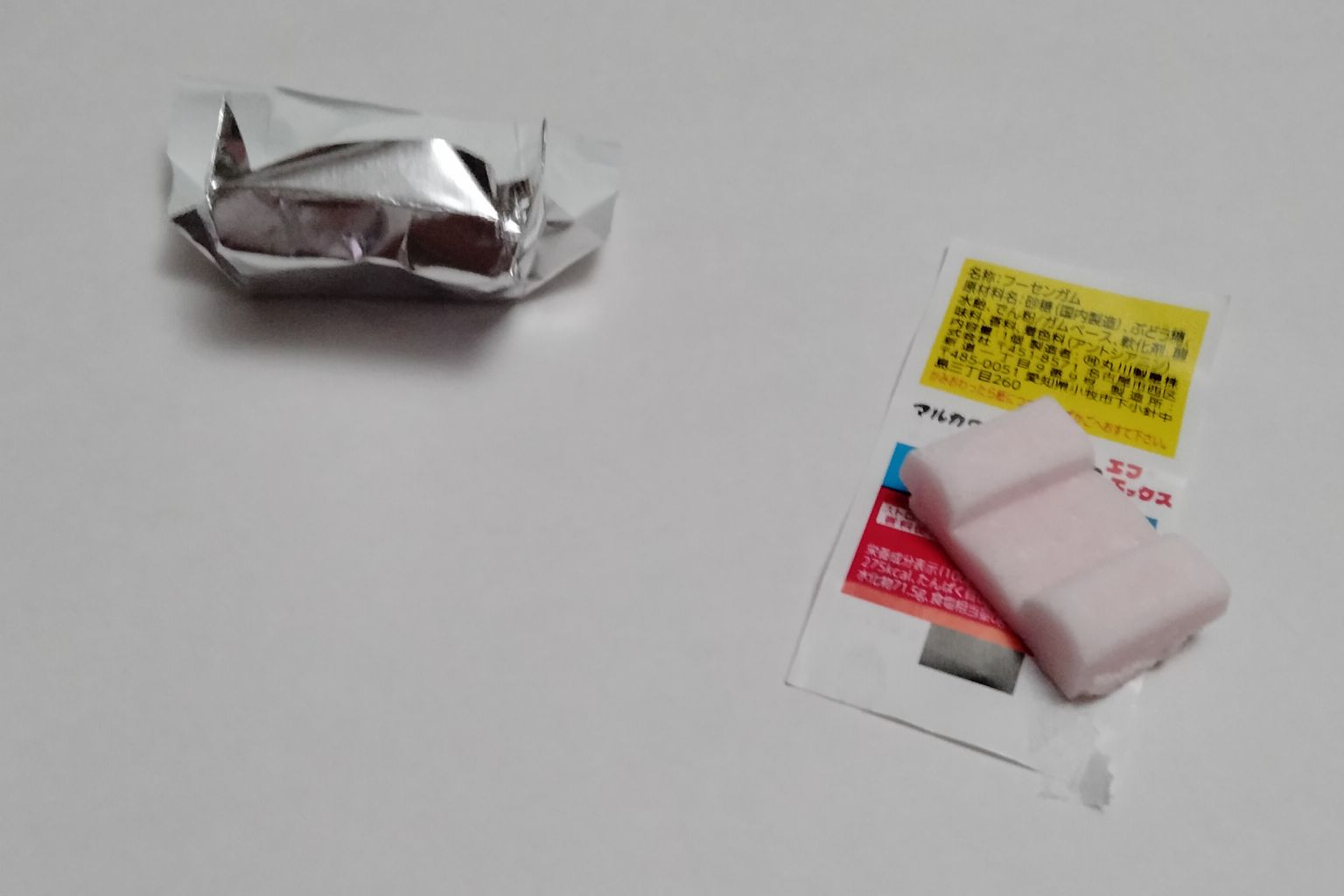
エフエックスガム（包装紙に「例のキャラ」が描かれているが、れっきとした丸川製菓の著作物であるため、著作権保護の為に隠している。ちなみに本家「フィリックス・ザ・キャット」の著作権は満了している）

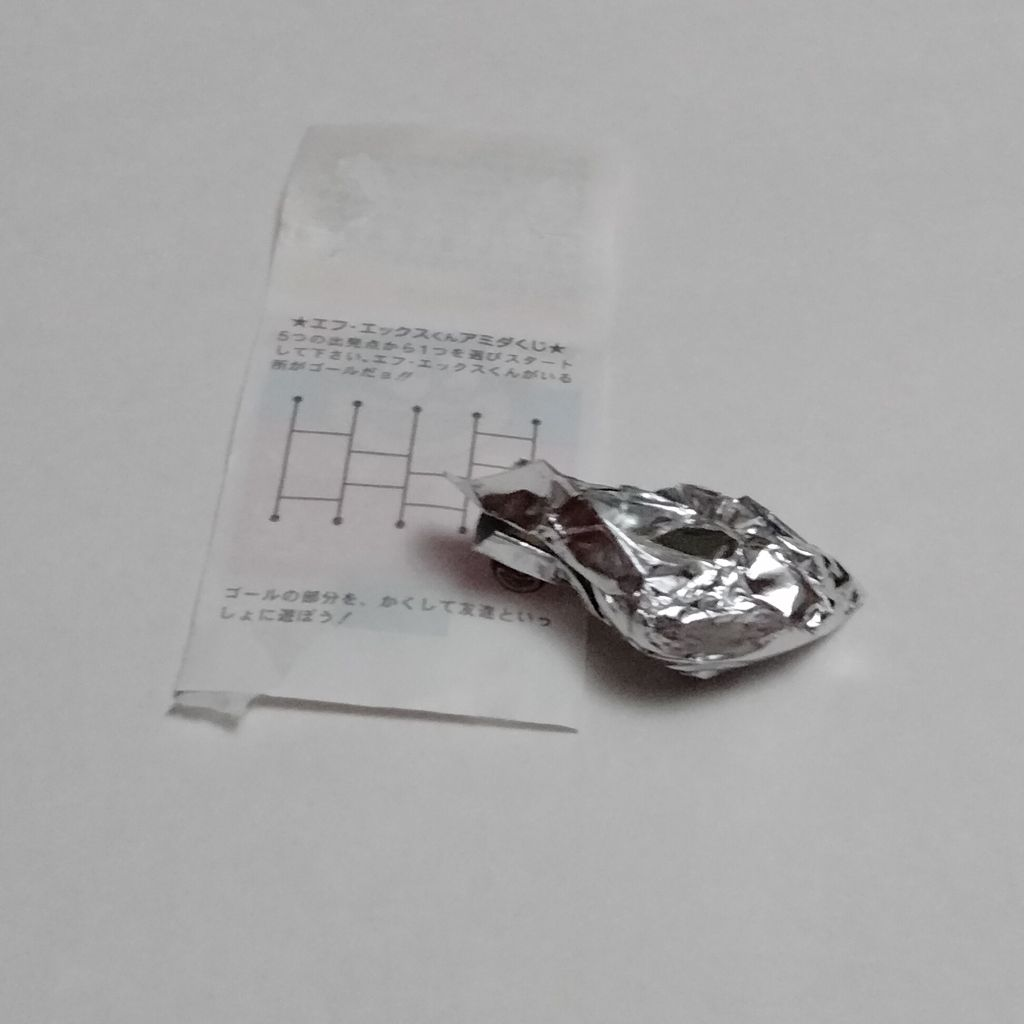
エフエックスガムのパッケージの裏面。2023年現在、「エフ・エックスくんアミダくじ」が楽しめる

丸川製菓は、「例のキャラ」が描かれた「フィリックスガム」を1960年より販売していた。本家の1958年版（日本での放送は1960年）アニメのデザインを意識したらしく、同作に登場したロック・ボトムっぽいキャラなどが描かれたパッケージも確認されている。本家とそれほど似ておらず、味わいのあるデザインである。
1980年代に正式にフィリックス・ザ・キャットの版権を取得した後も、「例のキャラ」の絵に「by FELIX THE CAT PRODUCTIONS INC.」のコピーライトが併記されたフィリックスガムが販売されていたが、フィリックスのイメージを損ねると版元に言われ、口の周りや鼻を赤くするなど、フィリックス・ザ・キャットと似ていない方向に細部を若干再デザインされた「ニューフィリックスガム」が発売された。この時期には「例のキャラ」のノベルティも製作されているなど、丸川製菓の看板であったことが解る。しかし、やはり許されなかったらしく（あからさまなパチモノに本家のコピーライトが併記されている異様な状態である）、フィリックスガムのパッケージは正式なデザインのフィリックス・ザ・キャットになった。
しかし「例のキャラ」の絵もせっかくなので、耳を丸くしたり、頬の尖りを二股にして毛羽立たせるなど、フィリックス・ザ・キャットとさらに似ていない方向に細部を若干再デザインされ、1990年代初めごろに「エフエックスガム」の名称で再発売された。英語表記は「F-X」で、中間は伏字のつもりだったらしい。もちろん外国為替証拠金取引（Foreign Exchange、通称は「FX」）とは無関係である。
「例のキャラ」は、たまたま名前が「フィリックス」だっただけでフィリックス・ザ・キャットとは無関係の「熊」だったという設定になっている（丸川製菓はフィリックス・ザ・キャットの正式なライセンシーなので、「例のキャラ」はフィリックス・ザ・キャットのパチモンではなかったことになっている）。2023年現在、「エフエックスガム」のキャラクターの正式な名前は「エフ・エックスくん」である。発売当初は駄菓子屋向けの10円ガムとして販売されていたが、2023年現在は丸川製菓のガムアソート「フーセンガムアソート」の1つとして収録されている。